# Classe H (sous-marin italien)
Pour les autres classes de navires du même nom, voir Classe H.
La classe H était la classe de petits sous-marins de croisière de type Holland 602 utilisés par la Regia Marina (marine italienne), construits en 8 unités, qui sont entrés en service en 1916.
De la construction américaine, ces sous-marins étaient de bonnes unités.

## Conception
Ces sous-marins appartiennent au type "Holland", construit en grand nombre pour le compte de nombreuses marines étrangères par Electric Boat Company à Montréal (Canada).
Ils avaient une coque simple, des sections circulaires et des coquilles hémisphériques extrêmes. Ils ont été testés à 80 mètres; ils avaient les doubles fonds, résistants à 55 mètres, obtenus, comme les dépôts de carburant, à l'intérieur de la coque principale.
Ces sous-marins se sont avérés très rationnels, de construction simple, de bonne habitabilité, de vitesse élevée et d'autonomie considérable sous l'eau ; de bons sous-marins, en somme, qui ont donné d'excellentes performances en service et ont eu une durée de vie exceptionnellement longue.
Une particularité des sous-marins de type "H" était la fermeture extérieure des quatre tubes de lancement, formée par un seul bouchon pivotant solide muni de quatre joints en caoutchouc pour l'étanchéité des tubes et de deux trous pour la sortie des torpilles. En tournant et en déplaçant le bouchon de manière appropriée, on obtenait l'étanchéité des quatre tubes ou l'ouverture de deux d'entre eux avec la possibilité de lancer une paire de torpilles qui pouvait être suivie par la paire suivante après environ cinq secondes (ce qu'on appelle les "lance-torpilles revolver").

## Service
Les huit unités achetées au Canada, une fois les essais et l'entraînement des équipages terminés, ont été transférées en Italie, interrompues par une escale technique, pour être ravitaillées en carburant, aux Bermudes. Ils naviguaient divisés en trois groupes, qui étaient escortés par des navires marchands jusqu'à Gibraltar et par des navires militaires jusqu'aux ports nationaux.
Le premier groupe, constitué par les sous-marins H 1 et H 2, arrive à Messine en mars 1917 et, le 26 mai, il atteint le quartier général de Brindisi, où il constitue le 1er escadron de sous-marins "H".
Le second groupe, composé des unités H 3, H 4 et H 5, a atteint Cagliari le 1er août de la même année et en novembre Brindisi, où les deux premières unités ont complété le 1er escadron et le H 5 a été la première unité du 2e escadron.
Les H 6, H 7 et H 8, constituant le troisième groupe, lors de la traversée du détroit de Gibraltar, pris par erreur pour l'ennemi, ont été attaqués par le patrouilleur américain USS Nahma, ce qui a causé des pertes et des dégâts sur le sous-marin H 6 . Les trois unités sont arrivées à Cagliari à la fin du mois d'octobre.
Ils ont été, avec les unités de mouilleurs de mines de classe X, les seuls sous-marins à servir la Regia Marina pendant les deux guerres mondiales.
Pendant la Première Guerre mondiale, ils ont été employés en mer Adriatique sans aucun résultat, mais ont subi la perte du H 5, accidentellement torpillé par le sous-marin anglais HB1.
Réduits à cinq unités (les H 3 et H 7 avaient en fait été dissous dans les années 1930), ils furent employés à des tâches défensives pendant la Seconde Guerre mondiale, subissant la perte du H 8, due à un bombardement, et du H 6, capturé à l'armistice; les unités survivantes furent démolies après la guerre.

## Sous-marins de la Classe
- H 1
  - Chantier: Electric Boat Company (Canada)
  - Pose de la quille: 31.05.1916
  - Lancement: 16.10.1916
  - Mis en service: 16.10.1916
  - Retrait: 01.02.1948

- H 2
  - Chantier: Electric Boat Company (Canada)
  - Pose de la quille: 31.05.1916
  - Lancement: 18.10.1916
  - Mis en service: 18.10.1916
  - Retrait: 01.02.1948

- H 3
  - Chantier: Electric Boat Company (Canada)
  - Pose de la quille: 12.08.1916
  - Lancement: 26.04.1917
  - Mis en service: 26.04.1917
  - Retrait: 10.04.1937

- H 4
  - Chantier: Electric Boat Company (Canada)
  - Pose de la quille: 12.08.1916
  - Lancement: 24.04.1917
  - Mis en service: 24.04.1917
  - Retrait: 01.02.1948

- H 5
  - Chantier: Electric Boat Company (Canada)
  - Pose de la quille: 12.08.1916
  - Lancement: 25.04.1917
  - Mis en service: 25.04.1917
  - Coulé le 16 avril 1918
  - Retrait: 12.12.1918

- H 6
  - Chantier: Electric Boat Company (Canada)
  - Pose de la quille: 24.11.1916
  - Lancement: 23.04.1917
  - Mis en service: 23.04.1917
  - Coulé le 14 septembre 1943
  - Retrait: 27.02.1947

- H 7
  - Chantier: Electric Boat Company (Canada)
  - Pose de la quille: 24.11.1916
  - Lancement: 24.05.1917
  - Mis en service: 24.05.1917
  - Retrait: 01.10.1930

- H 8
  - Chantier: Electric Boat Company (Canada)
  - Pose de la quille: 24.11.1916
  - Lancement: 24.05.1917
  - Mis en service: 24.05.1917
  - Coulé le  5 juin 1943
  - Retrait: 27.02.1947